# Acció Cultural del País Valencià
Pour les articles homonymes, voir ACPV.
Ne doit pas être confondu avec Acció Cultural Valenciana.

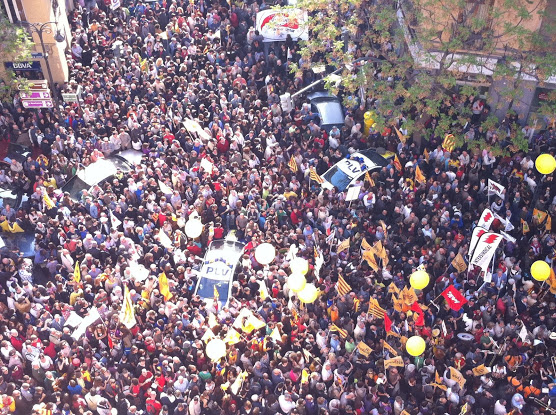
Manifestation en défense des émetteurs de TV3 dans la Communauté valencienne, convoquée à l'initiative d'ACPV le 16 avril 2011.

Acció Cultural del País Valencià (ACPV, « Action  culturelle du Pays valencien »), est une association fondée à Valence en 1978 et vouée à l'étude, la défense et la promotion du patrimoine culturel, artistique et naturel du Pays valencien, en Espagne.

## Présentation
Son premier président fut Joan Fuster. Après sa mort Joan Francesc Mira la présida de 1992 à 1999. Son président actuel est Eliseu Climent. L'association était propriétaire des émetteurs relais des émissions de la télévision de Catalogne dans la Communauté valencienne, qui ont depuis été fermés sur décision judiciaire, l'association écopant d'une lourde amende à la suite du maintien des transmissions pendant quelques mois. Ses activités sont en grande partie financées grâce à des subventions qu'elle reçoit du gouvernement de Catalogne et d'autres organismes publics catalans. Elle fait partie d'un conglomérat d'entités culturelles liées à son président Eliseu Climent, incluant notamment le journal El Temps.
Bien que n'étant liée à aucun parti politique déterminé, elle défend le concept culturel et politique de Pays catalans, auquel est rattachée la Communauté valencienne. Elle définit son objectif comme celui d'œuvrer pour la langue et la culture catalane et pour l’« identité nationale ». Les manifestations qu'elle convoque rassemblent fréquemment des personnalités proches des milieux indépendantistes catalans. De même, certains dirigeants d'Esquerra Republicana del País Valencià, comme Agustí Cerdà, ont exercé des fonctions importantes au sein de l'association.
Tant par ses fermes prises de position en faveur de l'unité du catalan et du valencien que par ses autres activités, ACPV est vivement critiquée par certains secteurs politiques valenciens conservateurs, qui l'accusent de travailler pour le compte des autorités catalanes et pour la cause catalaniste. À de multiples reprises, l'association a été victime d'attaques et de destructions matérielles de la part de membres de groupes proches du blavérisme comme le Grup d'Accio Valencianista.
En 1984 l'association reçoit la Creu de Sant Jordi, distinction décernée par la Generalitat de Catalogne.